# Essai de pénétration d'un enduit à chaud
Dans le domaine du marquage routier, l’essai de pénétration d'un enduit à chaud est un essai de laboratoire qui permet de caractériser la capacité du produit à résister au passage répété des roues et donc à l’orniérage.

## Descriptif de l’essai
Voir le descriptif de l’essai.
L’essai consiste à déterminer la valeur de pénétration de l'enduit à chaud, c'est-à-dire à une température donnée, le temps nécessaire, en secondes, pour qu'un cylindre de 100 mm2 de section s'enfonce d'un centimètre dans le produit de marquage routier, lorsqu'il est soumis à une force de 515 N.